# Осуми (острова)
О́суми (яп. 大隅諸島) — группа вулканических островов в Тихом океане, принадлежащие Японии. Являются частью островов Рюкю (Нансей). Расположены между островами Кюсю и Токара. Отделены от полуострова Осуми на южном побережье острова Кюсю проливом Осуми шириной 28,2 км, который соединяет Восточно-Китайское море с Тихим океаном. Наивысшая точка — гора Мияноура высотой 1935 м над уровнем моря на острове Яку. Административно относятся к префектуре Кагосима.
Субтропический океанический климат.